# Steve Anderson (periodista)
Stephen Nielson „Steve“ Anderson (Fayetteville, Arkansas, 8 de junio de 1948-Puerto Montt, 10 de mayo de 2018) fue un periodista, político, activista y jurista estadounidense, que vivía en Chile. En 1991 fundó The Santiago Times, el primer periódico angloparlante en Chile, el cual dirigió hasta 2016 como editor.  

## Vida en los Estados Unidos
Steve Anderson enseñó en el colegio, trabajó como jurista y empezó muy temprano en el mundo de la política entre otras cosas. Trabajó en la oficina del senador estadounidense J. William Fulbright y más tarde como consejero de William Vollie Alexander, un diputado de la Cámara de Representantes.

## Vida en Chile
En 1987 Anderson se mudó finalmente a Chile, donde formó parte de la resistencia contra el dictador chileno Augusto Pinochet. Entre otras cosas ayudó en la Vicaría de la Solidaridad, una unión de grupos opositores bajo la protección de la Iglesia Católica.
Hasta su muerte vivió en su granja ecológica en Panitao, cerca de la ciudad de Puerto Montt, donde también falleció en un accidente de auto. Steve Anderson estaba casado y tenía un hijo.

## The Santiago Times
Anderson fundó el Proyecto chileno de información (Chilean Information Project, CHIP), a fin de informar sobre temas políticos, sociales y ecológicos. De este proyecto surgió en 1991 The Santiago Times, del cual él fue editor, periodista y jefe durante décadas y que hasta hoy informa en línea sobre temáticas de Chile y Latinoamérica. Anderson dedicó la mayoría de sus artículos a la política sobre todo la política medioambiental, influido por su trabajo como activista.  

## Actividades políticas
Steve Anderson entregó su vida a la política. Aunque nunca dejó de apoyar al Partido Demócrata, poco a poco se fue concentrando a la política nacional y local de Chile. Después de la dictadura se compremetió en gran medida a mantener la memoria histórica. Además llegó a ser un político local en el sur de Chile, el cual nunca dejó de luchar por el medio ambiente. Ganó mucho respeto por su esfuerzo contra el "Proyecto Pocuro“, el cual reveló al pueblo. Uno de sus objetivos principales era la protección del litoral de Puerto Montt, luchó por la conservación del Río Trapén y formó parte de la alianza Patagonia Sin Represas. Además también fue miembro de la Corporación Chucao. En la elección presidencial de Chile de 2017 apoyó la nueva coalición de izquierda Frente Amplio.
Anderson también fue conocido por una campaña de venta satírica de un indio pícaro a través la plataforma de videos YouTube. Su clip „The Donald Doll“ se utilizó como mensaje en las elecciones presidenciales de Estados Unidos de 2016 contra el candidato republicano.